# Cheilinus abudjubbe
 Cheilinus abudjubbe és una espècie de peix de la família dels làbrids i de l'ordre dels perciformes.

## Morfologia
Els mascles poden assolir els 21,8 cm de longitud total.

## Distribució geogràfica
Es troba al Mar Roig.